# Шведське образотворче мистецтво
Шведське образотворче мистецтво — образотворче мистецтво в Швеції бере початок від середньовіччя, колі відбувся розвиток декоративного живопису та скульптури, книжкової мініатюри. Швеція має багатющі традиції народного мистецтва (дерев'яне зодчество — ткацтво, гончарство, обробка металу, шкіри, різьблення по дереву і кості).
Як і в інших скандинавських країнах, до середини XIX століття образотворче мистецтво Швеції сильно відставало від центральної Європи. У Росії велику популярність здобув деякий час Олександр Рослін, що працював у Петербурзі. Потім, в основному під впливом французького живопису, розвивається і шведська, і до початку XX століття досягає розквіту. Найупізнаванішим шведським художником і ілюстратором є Карл Ларссон, який виробив неповторний стиль. Імпресіонізм представлений живописом Андерса Цорна, знаменитого своїми зображеннями оголеної натури, Бруно Лільєфорса і пейзажами принца Євгенія. У Швеції, як взагалі і в усій Скандинавії, дуже добре розвинений символізм, найяскравішим представником якого був Еугеніо Янсон, на початку своєї творчої діяльності писав характерні світанкові і західні пейзажі в синіх тонах. Івар Аросеніус зображав напівтемні інтер'єри з людськими фігурами.

## Історія
- У XVII столітті поряд з німецькими, французькими і нідерландськими художниками працювали шведські майстри (І. Сільвіус, Д. Еренстраль).
- У XVIII ст. досягає блискучого розквіту реалістичний портрет (А. Рослін, К. Г. Піло, пастеліст Г. Лундберг, мініатюрист П. А. Халль).
- У XIX ст. зростає інтерес до минулого Швеції, до її природи та людей (живописці H. Бломмер, Е. Лундгрен, M. Ларсон, скульптор Ю. П. Мулін). Розвиток реалізму в другій половині XIX ст. — початку XX ст. досяг вершини в життєствердних портретах і жанрових композиціях А. Цорна, в психологічних портретах Е. Юсефсона, в побутових сценах К. Вільгельмссона і К. Ларссона, в пейзажах принца Євгенія, в анімалістичних картинах Б. Лільєфорса. Розвивався і офіційно історичний живопис (Г. Седерстрем).
- У XX ст. почалися пошуки нових шляхів пов'язаних з національно-романтичним тенденціями. У живописі помітні значні композиції С. Деркерт, Е. Юліна, А. Амеліна, присвячені важливим соціальним темам, барвисті картини І. Агели, І. Грюневальда, В. Нільсона, Л. Енгстрема, С. Хальстрема, що часто символічні. Характерна технічна віртуозність, гострота спостережень у графічних роботах Ф. фон Шанца, К. Ду, Л. Ліндберга. Разом з тим в Швеції стають поширеними різні модерністські течії — від сюрреалізму і абстракціонізму (Е. Немеє, T. Ренквіст) до поп-арту, концептуального мистецтва, гіперреалізму.